# Tamino (chanteur)
Pour les articles homonymes, voir Tamino.
Tamino-Amir Moharam Fouad dit Tamino, né le 24 octobre 1996 à Mortsel (Belgique), est un auteur-compositeur-interprète et musicien belge d'origine égyptienne.

## Biographie
Tamino-Amir Moharam Fouad est né à Mortsel dans la province d'Anvers, en 1996, d'un père d'origine égyptienne, musicien et organisateur d'évènements, et d'une mère belge, anthropologue passionnée de musique. Il doit son premier prénom, Tamino, au personnage du prince Tamino dans La Flûte enchantée de Mozart, le compositeur préféré de sa mère ; son deuxième prénom, Amir (« prince » en arabe), lui est donné par son père.
Il est le petit-fils de l'acteur et chanteur égyptien Moharram Fouad (en) (1934-2002). Ses parents se séparent quand il a trois ans. Il est élevé par sa mère et sa famille flamande à Anvers avec son petit frère Ramy. Sa mère lui transmet très tôt son amour de la musique.
À 17 ans, Tamino entre au Conservatoire d'Amsterdam où il étudie la musique classique, mais y renonce finalement. Doté de l'oreille absolue et d'une tessiture de quatre octaves, habitué à chanter en quart de ton, car il a « écouté de la musique arabe toute [sa] vie » et l'a « chantée dès le début », il se passionne très tôt pour la musique d'Oum Kalthoum, Rabih Abou-Khalil, Hamza El Din et la poésie du poète libanais Khalil Gibran. Mais il écoute aussi Serge Gainsbourg, Édith Piaf, Jacques Brel, Nick Cave, Tom Waits, Bob Dylan, Randy Newman, The Beatles, Leonard Cohen.
Il pratique la guitare, le piano, le oud, compose ses chansons en anglais (bien que sa langue maternelle soit le néerlandais).

## Carrière
En 2016, Tamino (son nom de scène) sort le single Habibi (« Mon chéri » en arabe) qui est diffusé sur Radio 1, puis sort l'EP de 5 titres intitulé Tamino. Ses clips sont réalisés par son frère cadet Ramy, photographe.
En 2017, il participe au concours musical de Studio Brussel et remporte le prix de la révélation (De Nieuwe Lichting (nl)).

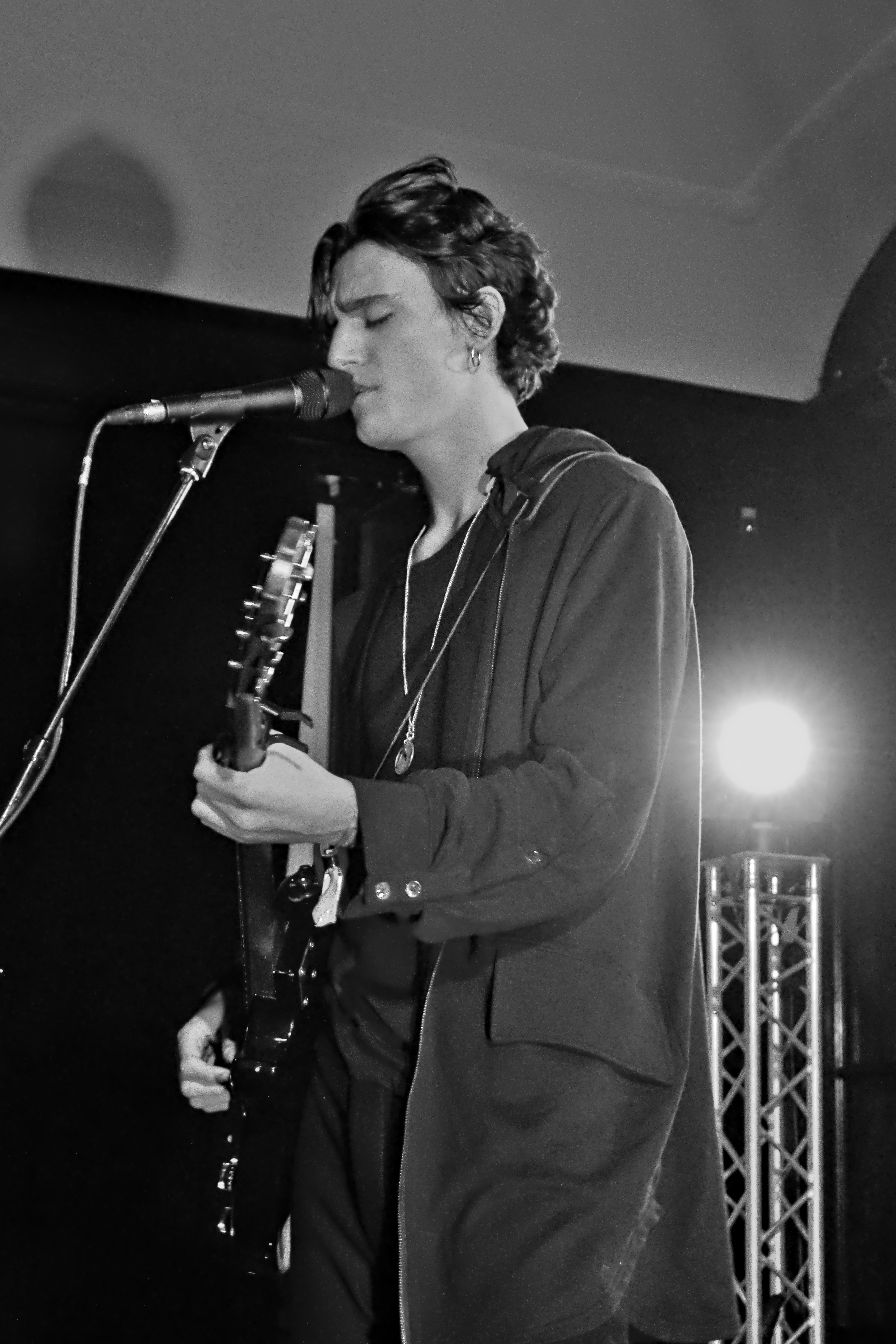
Tamino en 2018.

L'été 2017, Tamino participe aux plus grands festivals de rock belges comme Rock Werchter et Pukkelpop, en faisant les premières parties de Warhaus, membre de Balthazar et se produit également en France (La Maroquinerie à Paris, Lyon,). L'EP est très bien accueilli par la presse musicale française qui compare sa voix et son univers envoûtant à ceux de Jeff Buckley ou Leonard Cohen, aux mélopées rock et orientales,.
À l'été 2018, Tamino se produit au Printemps de Bourges puis à Rock en Seine,. À l'automne il sort l'album Amir, titré d'après son deuxième prénom,, avec notamment la participation de Colin Greenwood, bassiste de Radiohead, sur le titre Indigo Night.
Le 6 mars 2019, il joue à La Cigale à Paris puis à l'Olympia en novembre après une tournée en Europe, en Afrique du Nord et en Amérique du Nord.
Sa haute taille (1,90 m) et son allure romantique ont intéressé la maison de couture Valentino, le styliste Yohji Yamamoto et la marque Missoni.
En 2022, Tamino sort son deuxième album Sahar (« juste avant l’aurore » en arabe) contenant dix titres dont un duo avec Angèle (Sunflower). Pour Le Monde : « un superbe deuxième album dominé par la chaleur acoustique et un chant de proximité [...] imprégné de douceur qui mêle les influences rock, pop et orientales ». Pour Rolling Stone : « un album solaire, à la croisée des cultures occidentale et orientale ». Trois titres sont extraits de l'album : The First Disciple, Fascination et You Don’t Own Me,.

## Discographie

### Albums studio
- 2018 : Amir
- 2022 : Sahar
- 2025 : Every Dawn's a Mountain

### EP
- 2018 : Habibi
- 2019 : Live at Ancienne Belgique
- 2025 : Willow

### Singles
- 2018 : Habibi
- 2018 : Indigo Night
- 2018 : Sun May Shine
- 2018 : Persephone
- 2018 : Tummy
- 2019 : Each Time
- 2019 : Crocodile
- 2022 : The First Disciple
- 2022 : Fascination
- 2022 : You Don’t Own Me
- 2023 : Sunflower
- 2024 : Babylon
- 2024 : Dissolve

## Distinctions

### Récompense
- 2017 : Prix de la révélation « De Nieuwe Lichting »[8]

### Nomination
- Music Industry Awards 2019 : Alternative, Live Act, Album, Solo Man et Author/Composer (5 nominations)[23]